# Балканські діалекти болгарської мови

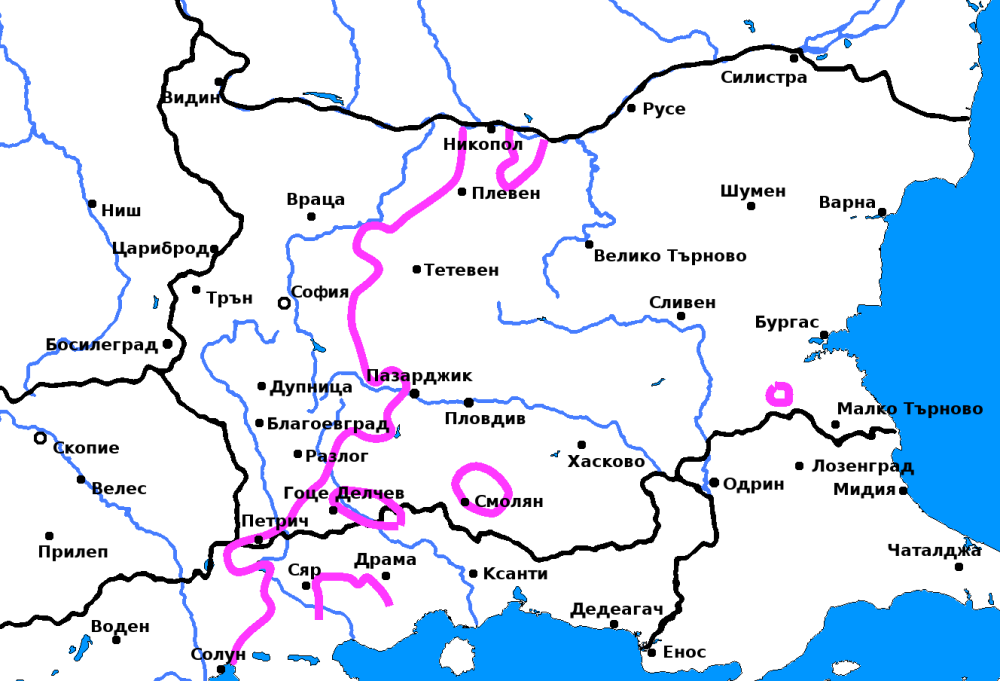
Ятева межа у болгарській мові

Балканські діалекти є найбільшою групою діалектів болгарської мови, що охоплює майже половину сучасної території Болгарії. Їх ареал охоплює північно-центральну Болгарію та більшу частину болгарської частини Фракії, за винятком Родопів, регіону Хасково та Странджа. В результаті масових переміщень населення, які торкнулися східної Болгарії протягом 19-го та початку 20-го сторіччя, балканські діалекти тепер також поширені у великих районах північно-східної Болгарії, особливо в регіонах Добрича та Варни. Найважливішою особливістю діалектів, як і в більшості східноболгарських діалектів, є вимова старослов’янського ѣ (ят) як ʲa або ɛ залежно від характеру наступного складу. Балканські діалекти, і зокрема центральнобалканський діалект, лежать в основі офіційної болгарської мови. Однак вони не є ідентичними стандартній мові, оскільки багато її рис походять із західних діалектів болгарської мови, включаючи македонські діалекти, або є компромісом між східним і західним стандартом.

## Фонологічні та морфологічні характеристики
- Вимова старослов'янського ѣ (ят) як я/е (ʲa/ɛ) – бял/бели (як у стандартній болгарській мові)
- щ/жд (ʃt/ʒd) для праслов'янського *tʲ/ *dʲ (як у стандартній болгарській мові) - нощ, между (ніч, між)
- ъ (ə) для старослов’янських ѫ (юс) і ъ (ə) (як у стандартній болгарській мові) - мъж, сън (людина, сон)

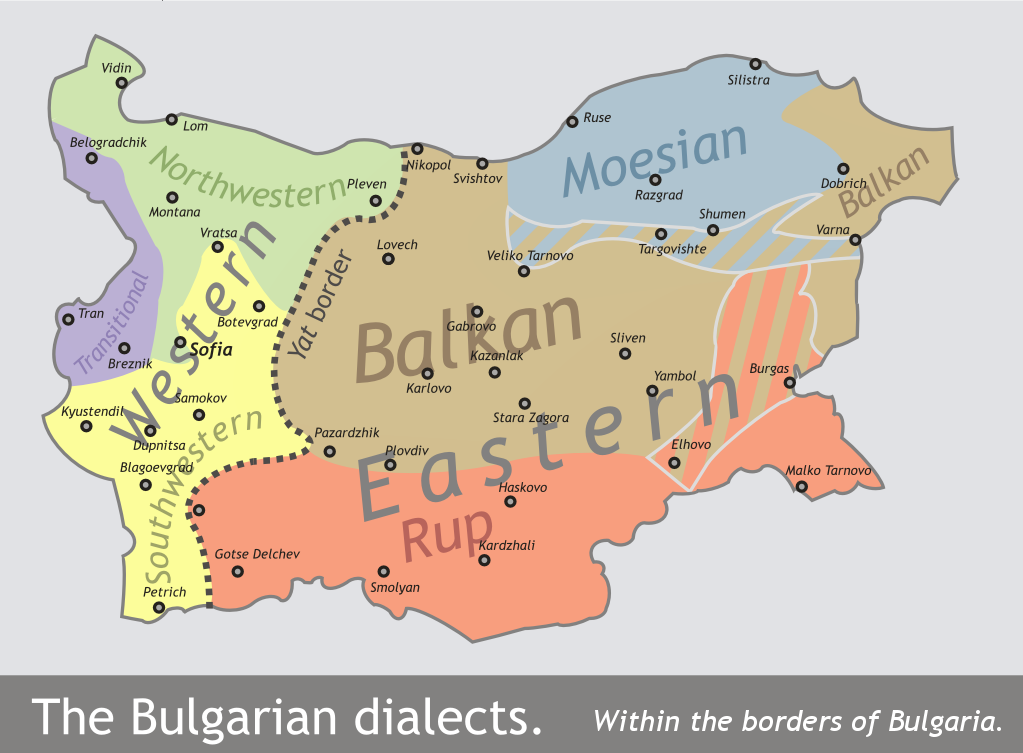
Карта болгарських діалектів у Болгарії

- Сильне скорочення ненаголошених широких голосних /a/, /ɛ/ і /ɔ/, які зазвичай перетворюються на /ə/, /i/ та /u/. На відміну від цього, стандартна болгарська мова дозволяє лише помірне скорочення /a/ і /ɔ/ і не допускає будь-якого скорочення /ɛ/, тобто формальна норма є компромісом між східною та західною болгарською (македонською) мовами.
- Повна мутація a на e після м’якого (піднебінного) приголосного та ж /ʒ/, ш /ʃ/, ч /t͡ʃ/ та дж /d͡ʒ/, перед м’яким складом: жаба-жеби (жабка-жабки), чаша-чеши (чашка-чашки), пиян-пиени (п’яний – п’яні). Це не прийнято в стандартній болгарській мові, яка натомість прийняла західну болгарську жаба-жаби, чаша-чаши, пиян-пияни